# ウベレ・スホッケル
ウベレ・スホッケル（Oebele Schokker 、1984年11月11日 - ）は、オランダ・カトライク出身の元サッカー選手。ポジションはフォワード。現役時代はSCカンブール、FCエメンなどでプレーした。